# Конюхова, Вера Николаевна
Ве́ра Никола́евна Ко́нюхова (род. 26 ноября 1926 года) — советский и российский театральный художник, художник-кукольник, Заслуженный работник культуры Российской Федерации.

## Биография
Вера Николаевна Конюхова родилась в Подмосковье 26 ноября 1926 года. В 1945 году после окончания Театрального художественно-технического училища (бутафорский факультет — ХБО), пришла работать в Центральный театр кукол под руководством С. В. Образцова. Первой куклой, которую Вера сделала самостоятельно, был тигр Шерхан для спектакля «Маугли». Для его шкуры Образцов специально привез искусственный мех из Англии, вспоминает Вера Николаевна.
Более шестидесяти лет В. Н. Конюхова делает кукол для спектаклей ГАЦТК им. С. В. Образцова, том числе, она создавала и героев «Необыкновенного концерта».
Куклы Веры Николаевны живут во многих кукольных театрах России: в Казани, Петрозаводске, Улан-Удэ, Кишиневе.
В. Н. Конюхова создавала кукол и для художественных фильмов, к примеру, для «Тени» М. Казакова: «Там Вицин играл кукольника. Он якобы над ними работал, а делала их я». В фильме Ростоцкого «Белый Бим, Черное ухо» Верой Николаевной была сделана кукольная копия собаки, которую сбивает поезд.
Последней работой Веры Николаевны в театре стал спектакль «Ночь перед Рождеством». Для него она расписывала декорации, изготовила чертей и Вакулу.
В последнее время ослабевшее зрение не позволяет ей работать с мелкими деталями, но Вера Николаевна трудится в музее театра. Сейчас она заканчивает работу с архивными материалами, пишет третий том энциклопедии театра (персоналии всех сотрудников).
В 2014 году вышла в свет книга В. Н. Конюховой «Зарисовки театрального художника» М. : /ИПЦ «Принтинфо»/, 2014. . В одной из глав своих мемуаров Вера Николаевна с теплотой вспоминает годы учебы на бутафорском отделении Театрального художественно-технического училища, которые пришлись на тяжёлое военное время с 1942 по 1945 год.

## Награды и звания
- Медаль ордена «За заслуги перед Отечеством» II степени[1]
- Заслуженный работник культуры России